# Monochamus foveolatus
Monochamus foveolatus är en skalbaggsart som beskrevs av Hintz 1911. Monochamus foveolatus ingår i släktet Monochamus och familjen långhorningar.
Artens utbredningsområde är Gabon. Inga underarter finns listade i Catalogue of Life.